# 우데발라

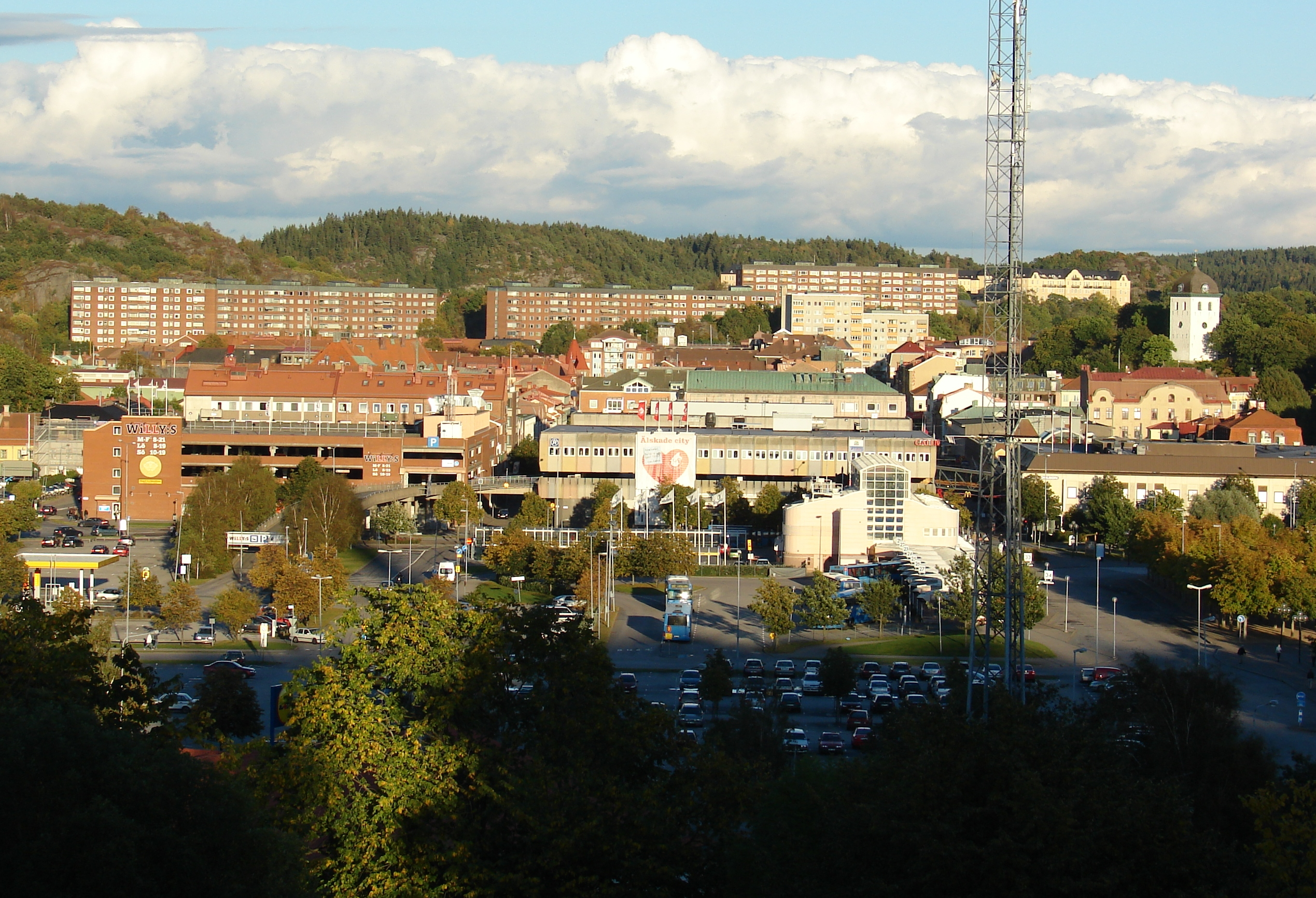
우데발라 시가지

우데발라(스웨덴어: Uddevalla)는 스웨덴 베스트라예탈란드주에 위치한 도시로, 면적은 16.92km2, 인구는 31,212명(2010년 기준), 인구 밀도는 1,845명/km2이다.

## 자매 도시
- 덴마크 티스테드
- 노르웨이 시엔
- 핀란드 로이마
- 아이슬란드 모스펠스바이르
- 일본 오카자키시
- 영국 어빈
- 에스토니아 여흐비